# Smotrawa okazała

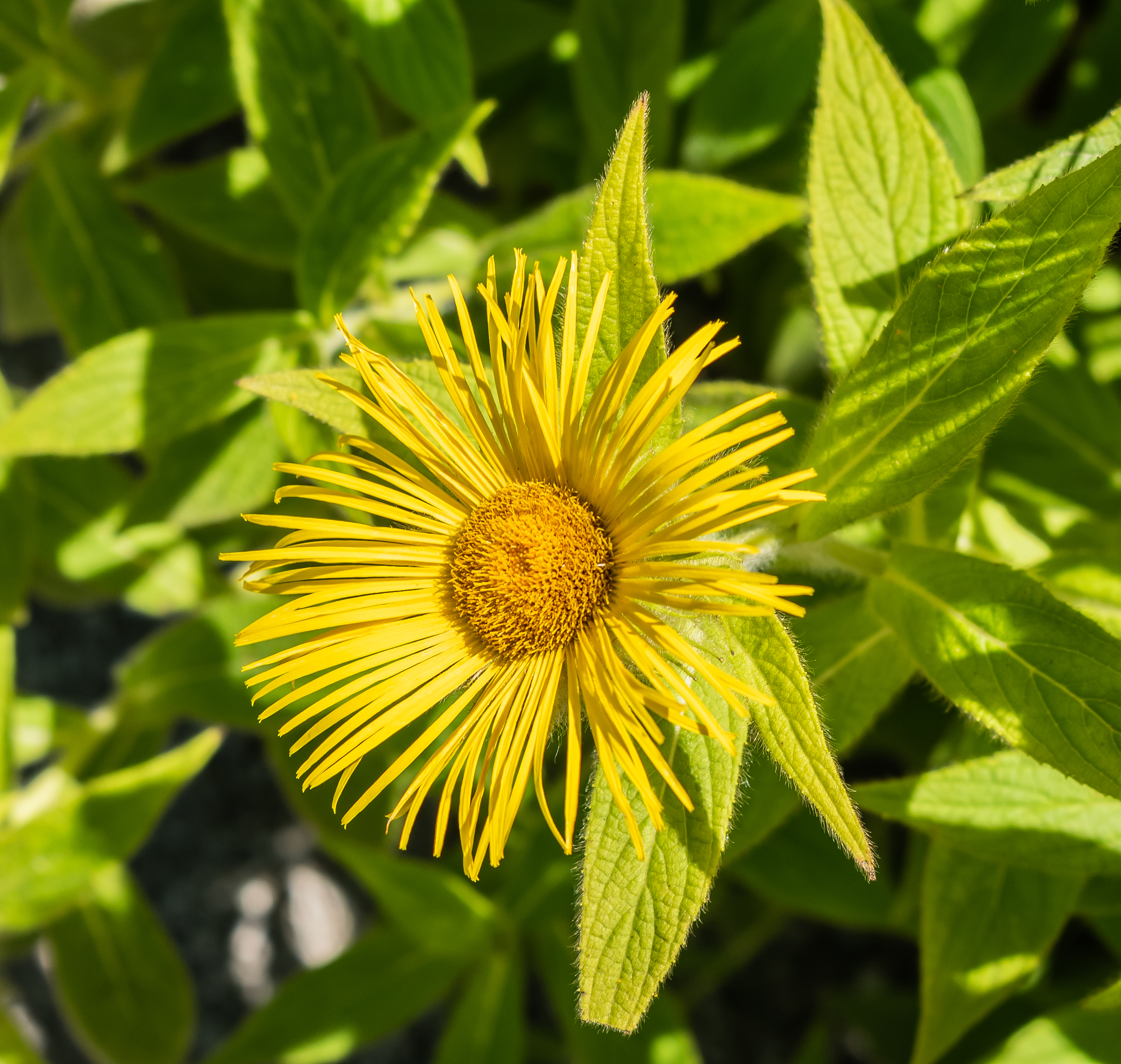
Kwiatostan

Smotrawa okazała (Telekia speciosa (Schreb.) Baumg.) – gatunek rośliny z rodziny astrowatych z monotypowego rodzaju smotrawa Telekia. Naukowa nazwa rodzaju upamiętnia węgierskiego arystokratę z Siedmiogrodu, hrabiego Sámuela Telekiego (1739–1822), wspierającego badania J.Ch.G. Baumgartena, który opisał ten gatunek. Drugi człon nazwy naukowej speciosa oznacza „nadobna, okazała”. 

## Rozmieszczenie geograficzne
Gatunek występuje w południowo-wschodniej i wschodniej Europie oraz na Kaukazie i w Azji Mniejszej. Jako gatunek introdukowany rośnie w północnej, środkowej i zachodniej Europie, na Syberii oraz Dalekim Wschodzie. 
We florze Polski gatunek jest zadomowionym kenofitem – rośnie zdziczały jako uciekinier z upraw m.in. w Tatrach w dolnej części Doliny Kościeliskiej.

## Morfologia
ŁodygaWzniesiona, gruba, o wysokości 1–2 m, górą rozgałęziająca się. Jest krótko i miękko owłosiona, czasami czerwonawo-brunatno nabiegła.
LiścieUlistnienie skrętoległe. Liście pojedyncze, bardzo duże, pojedynczo lub podwójnie piłkowane. Dolne i średnie wyrastają na krótkich ogonkach i są sercowatojajowate, ostro zakończone, górne mają jajowaty lub podłużny kształt i są siedzące albo prawie siedzące. Na wierzchniej stronie są nagie, na spodzie miękko owłosione.
KwiatyZebrane w 2–8 bardzo dużych koszyczków (o średnicy 5–6 cm). Listki okrywy mają odgięty szczyt i dachówkowato zachodzą na siebie. Kwiaty w koszyczkach są ciemnożółte. Brzeżne kwiaty języczkowe mają szerokość ok. 1 mm i są dwukrotnie dłuższe od okrywy.
OwoceNagie niełupki o długości 5–6 mm. Puchu kielichowego brak – kielich zredukowany jest do błoniastego rąbka.
Gatunek podobnyOman wielki Inula helenium ma owoce z puchem kielichowym; dolne liście z blaszką eliptyczną, zwężającą się stopniowo w długi ogonek.

## Biologia i ekologia
Bylina, hemikryptofit. Kwitnie od czerwca do sierpnia. Liczba chromosomów 2n = 20. Rośnie w lasach i zaroślach nadrzecznych oraz na ich obrzeżach.

## Systematyka
Pozycja systematycznaGatunek należy do monotypowego rodzaju smotrawa Telekia J. C. G. Baumgarten, Enum. Stirp. Transsilv. 3: 149. 1816. Reprezentuje plemię Inuleae, z podrodziny Asteroideae i rodziny astrowatych (Asteraceae).

## Zastosowanie
- Roślina ozdobna. Nadaje się na rabaty, do obsadzania zbiorników wodnych lub do ogrodów naturalistycznych[11]. Rozmnaża się ją przez podział bryły korzeniowej jesienią lub wiosną, albo przez wysiew nasion. Może rosnąć w pełnym słońcu, jednak wówczas podczas kwitnienia wymaga podlewania, gdyż mogą jej na upale więdnąć kwiaty, lepiej uprawiać ją w półcieniu[11]. Jest odporna na choroby i szkodniki i jest rośliną ekspansywną[11].